# Hamblain-les-Prés
Hamblain-les-Prés ist eine französische Gemeinde mit 458 Einwohnern (Stand 1. Januar 2022) im Département Pas-de-Calais in der Region Hauts-de-France. Sie gehört zum Arrondissement Arras, zum Kanton Brebières und zum Gemeindeverband Osartis Marquion.

## Lage
Die Gemeinde Hamblain-les-Prés liegt an der Scarpe auf halbem Weg zwischen den Städten Arras und Douai. Nachbargemeinden von Hamblain-les-Prés sind Biache-Saint-Vaast im Norden, Sailly-en-Ostrevent im Südosten, Boiry-Notre-Dame im Südwesten sowie Pelves im Nordwesten.

## Bevölkerungsentwicklung
| Jahr                       | 1962 | 1968 | 1975 | 1982 | 1990 | 1999 | 2006 | 2015 | 2022 |
| -------------------------- | ---- | ---- | ---- | ---- | ---- | ---- | ---- | ---- | ---- |
| Einwohner                  | 357  | 325  | 343  | 398  | 516  | 483  | 484  | 505  | 458  |
| Quellen: Cassini und INSEE |      |      |      |      |      |      |      |      |      |

## Sehenswürdigkeiten

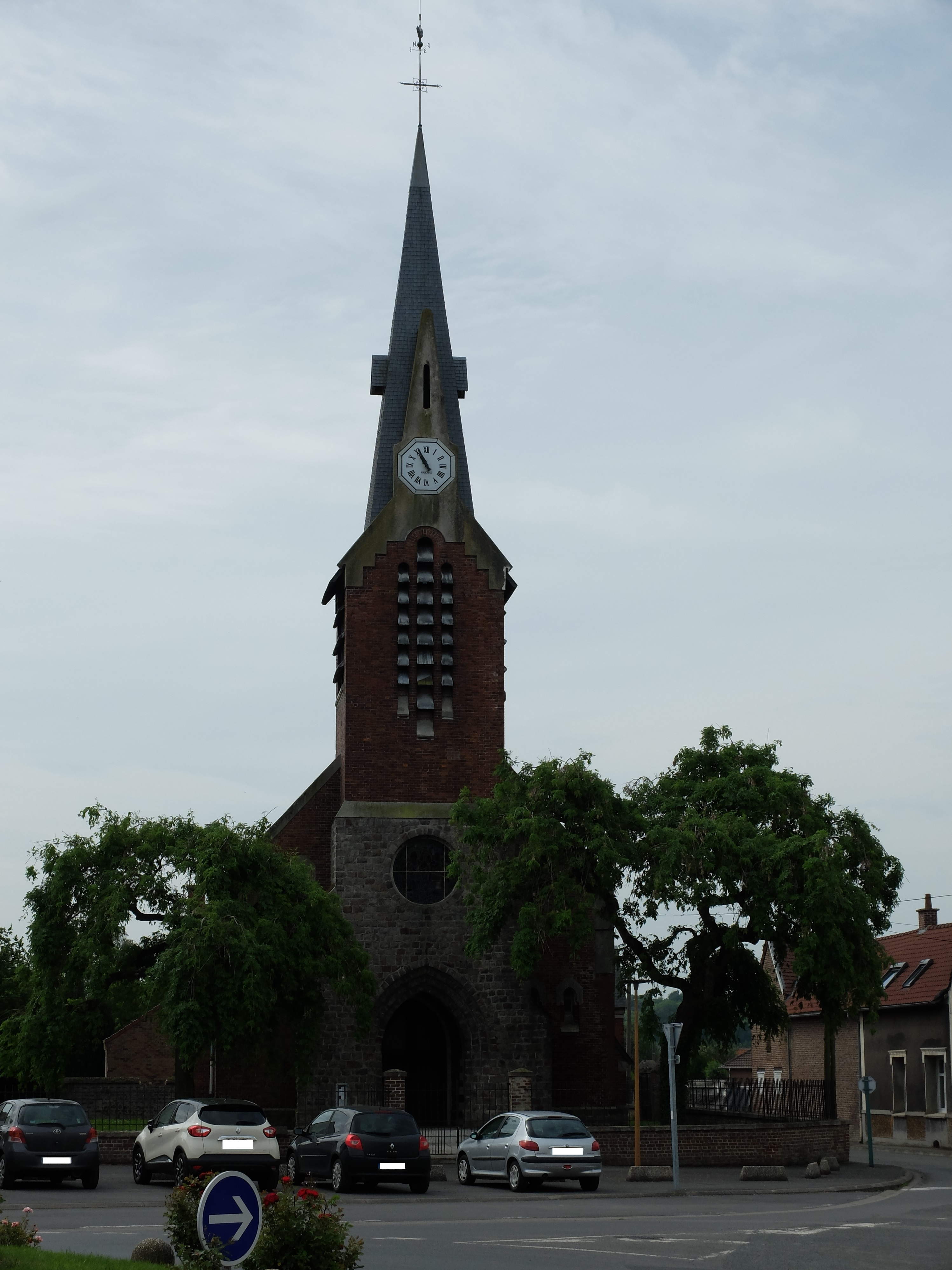
Kirche Saint-Michel
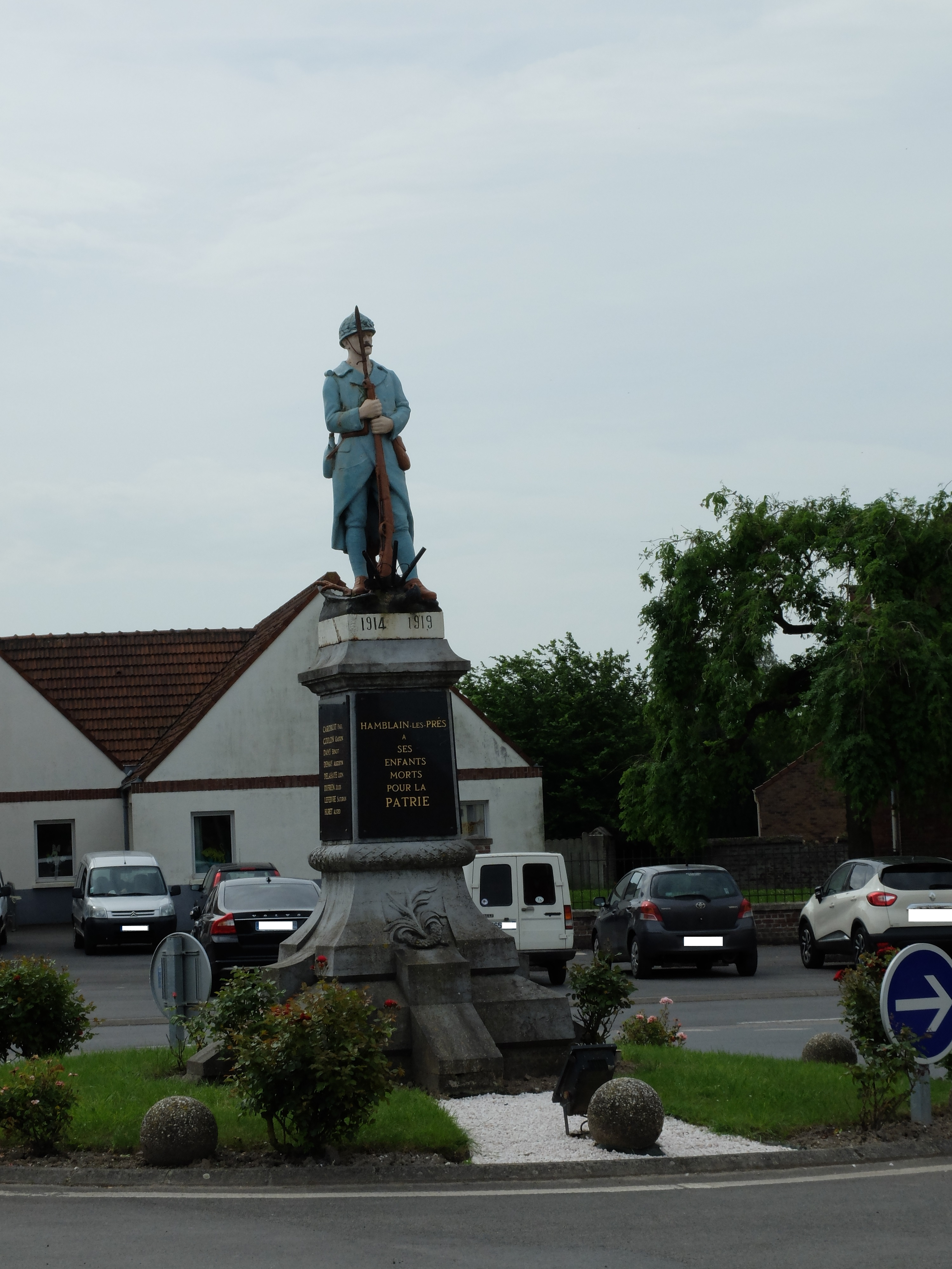
Gefallenendenkmal

- Kapelle Notre-Dame-du-Rosaire
- Wasserturm

- Kirche Saint-Michel
- Gefallenendenkmal